# SC Telstar VVNH in het seizoen 2016/17
Het seizoen 2016/2017 was het zesde jaar in het bestaan van de IJmuidense vrouwenvoetbalclub SC Telstar VVNH. De club kwam uit in de Eredivisie en eindigde op de vijfde plaats. In het toernooi om de KNVB beker reikte de ploeg tot de kwartfinale. Hierin was sc Heerenveen, na strafschoppen, te sterk. Na het seizoen besloot de club verder te gaan onder de naam VV Alkmaar. De club gaat spelen op het sportpark van AFC '34.

## Wedstrijdstatistieken

### Eredivisie
|       | Achilles '29 | ADO Den Haag | AFC Ajax  | sc Heerenveen | PEC Zwolle | PSV       | FC Twente |
| ----- | ------------ | ------------ | --------- | ------------- | ---------- | --------- | --------- |
| Thuis | 6 – 1        | 1 – 2        | 3 – 6     | 2 – 0         | 1 – 1      | 1 – 3     | 1 – 3     |
| Uit   | 0 – 1        | 3 – 1        | 3 – 0     | 2 – 2         | 1 – 4      | 5 – 1     | 1 – 1     |
|       | 1 – 2 (T)    | 1 – 7 (U)    | 1 – 1 (T) | 2 – 3 (U)     | 4 – 3 (U)  | 4 – 0 (U) | 2 – 7 (T) |

#### Plaatseringsgroep 5–8
|       | Achilles '29 | sc Heerenveen | PEC Zwolle |
| ----- | ------------ | ------------- | ---------- |
| Thuis | 4 – 1        | 4 – 3         | 4 – 3      |
| Uit   | 3 – 0        | 2 – 5         | 1 – 2      |

### KNVB beker
| Achtste finale                                       | VV IJzendijke   | 1 – 3 (1 – 1)                        | SC Telstar VVNH                           |  |
| Plaats: IJzendijke Gemeentelijk Sportpark IJzendijke | Carmen Foks 36' |                                      | 20', 90+1' Katja Snoeijs 72' Linda Bakker |  |
| Kwartfinale                                          | sc Heerenveen   | 1 – 1 (0 – 0) 4 – 3 na strafschoppen | SC Telstar VVNH                           |  |
| Plaats: Heerenveen Sportpark Skoatterwâld            | Simone Kets 74' | Wedstrijdverslag                     | 85' Katja Snoeijs                         |  |

## Statistieken SC Telstar VVNH 2016/2017

### Eindstand SC Telstar VVNH Vrouwen in de Eredivisie 2016 / 2017
| Stand | Gespeeld | Gewonnen | Gelijk | Verloren | Punten | Doelpunten voor | Doelpunten tegen | Gele kaarten | Rode kaarten |
| ----- | -------- | -------- | ------ | -------- | ------ | --------------- | ---------------- | ------------ | ------------ |
| 5e    | 21       | 6        | 4      | 11       | 22     | 42              | 52               | 17           | 0            |

### Eindstand SC Telstar VVNH Vrouwen in de Play-offs 5–8 2016 / 2017
| Stand | Gespeeld | Gewonnen | Gelijk | Verloren | Punten | Doelpunten voor | Doelpunten tegen | Gele kaarten | Rode kaarten |
| ----- | -------- | -------- | ------ | -------- | ------ | --------------- | ---------------- | ------------ | ------------ |
| 5e    | 6        | 5        | 0      | 1        | 26     | 19              | 13               | 4            | 0            |

### Topscorers
| #      | Naam                 | Goal |
| ------ | -------------------- | ---- |
| 1.     | Katja Snoeijs        | 21   |
| 2.     | Babiche Roof         | 15   |
| 3.     | Linda Bakker         | 12   |
| 4.     | Suzanne Admiraal     | 3    |
| 4.     | Sanne van der Velden | 3    |
| 5.     | Cherise Schelts      | 2    |
| 6.     | Alex Baarda          | 1    |
| 6.     | Jasmijn Duppen       | 1    |
| 6.     | Sharon Kok           | 1    |
| 6.     | Anna Ursum           | 1    |
| 6.     | Caroline Verleg      | 1    |
| Totaal | Totaal               | 61   |

| #      | Naam          | Goal |
| ------ | ------------- | ---- |
| 1.     | Katja Snoeijs | 3    |
| 2.     | Linda Bakker  | 1    |
| Totaal | Totaal        | 4    |

### Kaarten
| #      | Naam                 |    |
| ------ | -------------------- | -- |
| 1.     | Sharon Kok           | 4  |
| 2.     | Babiche Roof         | 3  |
| 3.     | Jasmijn Duppen       | 2  |
| 3.     | Katja Snoeijs        | 2  |
| 3.     | Anna Ursum           | 2  |
| 3.     | Sanne van der Velden | 2  |
| 4.     | Suzanne Admiraal     | 1  |
| 4.     | Alex Baarda          | 1  |
| 4.     | Anne-Fleur Duppen    | 1  |
| 4.     | Lotte Hopman         | 1  |
| 4.     | Caroline Verleg      | 1  |
| 4.     | Amy Visser           | 1  |
| Totaal | Totaal               | 21 |

| #      | Naam        |   |
| ------ | ----------- | - |
| –      | Geen speler | 0 |
| Totaal | Totaal      | 0 |

| #      | Naam        |   |
| ------ | ----------- | - |
| –      | Geen speler | 0 |
| Totaal | Totaal      | 0 |

## Voetnoten
Achilles '29 · 
ADO Den Haag · 
Ajax · 
sc Heerenveen · 
PEC Zwolle · 
PSV · 
SC Telstar VVNH · 
FC Twente